# Málaga Open 2022
El Málaga Open 2022 fue un torneo de tenis profesional disputado en pista dura. Fue la primera edición del torneo Málaga Open que forma parte del ATP Challenger Tour 2022 en la categoría Challenger 80. Se celebró en Málaga, España, entre el 27 de junio y el 3 de julio del 2022 sobre pista dura al aire libre.

## Participantes
| Favorito | País                      | Jugador               | Rank1 | Posición en el torneo |
| -------- | ------------------------- | --------------------- | ----- | --------------------- |
| 1        | Bandera de Australia      | Christopher O'Connell | 109   | Segunda ronda, retiro |
| 2        | Bandera de Canadá         | Vasek Pospisil        | 125   | Primera ronda         |
| 3        | Bandera de Estados Unidos | Ernesto Escobedo      | 133   | Primera ronda         |
| 4        | Bandera de Francia        | Constant Lestienne    | 151   | Ganador               |
| 5        | Bandera de Ecuador        | Emilio Gómez          | 153   | Finalista             |
| 6        | Bandera de Turquía        | Altuğ Çelikbilek      | 178   | Semifinales           |
| 7        | Bandera de Estados Unidos | Michael Mmoh          | 182   | Semifinales           |
| 8        | Bandera de China Taipéi   | Tung-lin Wu           | 194   | Primera ronda         |

- Rankings a fecha de 20 de junio del 2022[2]

### Otros participantes
Los siguientes deportistas accedieron al torneo mediante una Tarjeta de invitación:
- Alberto Barroso Campos
- Daniel Mérida
- Bernard Tomic

El siguiente jugador accedió mediante el ranking protegido:
- Roberto Marcora

Los siguientes jugadores entraron como jugadores alternativos tras la retirada de otros antes del comienzo del torneo:
- Nicolás Álvarez Varona
- Kaichi Uchida
- Steven Diez

Los siguientes jugadores consiguieron entrar desde el sorteo clasificatorio:
- Gabriel Décamps
- Yuki Bhambri
- Marek Gengel
- James McCabe
- Alibek Kachmazov
- Daniel Cukierman

## Campeones

### Individual Masculino
- Constant Lestienne derrotó en la final a  Emilio Gómez, 6-3, 5-7, 6-2

### Dobles Masculino
- Altuğ Çelikbilek /  Dmitry Popko derrotaron en la final a  Daniel Cukierman /  Emilio Gómez, 6–7(4), 6–4, [10–6]